# Arquidiocese de Seul
A Arquidiocese de Seul (em latim: Archidioecesis Seulensis; em coreano:  서울 대교구) é uma circunscrição eclesiástica da Igreja Católica localizada na Coreia do Sul. É liderada pelo Arcebispo de Seul, o bispo metropolitano, cuja sede fica na Catedral de Myeong-dong, em Jung-gu, Seul.
Como a sé episcopal é a mais antiga do país, sendo o seu arcebispo considerado o primaz da Coreia do Sul, embora o título não tenha sido concedido pela Santa Sé.
A sé foi erigida em 9 de setembro de 1831 pelo Papa Gregório XVI, que criou o Vicariato Apostólico da Coreia a partir da Diocese de Pequim. Foi renomeado para Vicariato Apostólico de Seoul em 8 de abril de 1911 quando a sé de Daegu tornou-se independente, e novamente renomeado para Vicariato Apostólico de Seul em 1950. Foi elevado ao status de arquidiocese em 10 de março de 1962.
O Arcebispo de Seul é também o Administrador Apostólico da Diocese de Pyongyang.

## Bispos e arcebispos
|                          | Nome                                  | Período    | Notas                                  |
| Arcebispos               | Arcebispos                            | Arcebispos | Arcebispos                             |
| ------------------------ | ------------------------------------- | ---------- | -------------------------------------- |
| 5º                       | Peter Chung Soon-taek, O.C.D.         | 2021-atual |                                        |
| 4º                       | Andrew Cardeal Yeom Soo-jung          | 2012–2021  |                                        |
| 3º                       | Nicolas Cardeal Cheong Jin-suk        | 1998–2012  |                                        |
| 2º                       | Stephen Cardeal Kim Sou-hwan          | 1968–1998  |                                        |
| 1º                       | Paul Roh Ki-nam                       | 1962–1967  |                                        |
| Administrador Apostólico |                                       |            |                                        |
|                          | Victor Yoon Gong-hee                  | 1967–1968  |                                        |
| Bispos auxiliares        |                                       |            |                                        |
|                          | Matthew Kwang-Hee Choi                | 2025-      | Atual                                  |
|                          | Paul Kyung Sang Lee                   | 2024-      | Atual                                  |
|                          | Job Koo Yobi , Ist. del Prado         | 2017-      | Atual                                  |
|                          | Benedictus Son Hee-Song               | 2015-2024  | Nomeado Bispo de Uijeongbu             |
|                          | Peter Chung Soon-taek, O.C.D.         | 2013-2021  | Elevado a Arcebispo                    |
|                          | Timothy Yu Gyoung-chon                | 2013-2025  |                                        |
|                          | Basil Cho Kyu-man                     | 2006–2016  | Nomeado Bispo de Wonju                 |
|                          | Lucas Kim Woon-enxada                 | 2002-2010  | Nomeado Bispo de Ch'unch'ŏn            |
|                          | Andrew Yeom Soo-jung                  | 2001–2012  | Elevado a Arcebispo                    |
|                          | Joseph Lee Han-taek, S.J.             | 2001-2004  | Nomeado Bispo de Uijeongbu             |
|                          | Andreas Choi Chang-mou                | 1994-1999  | Nomeado Arcebispo-coadjutor de Gwangju |
|                          | Peter Kang Woo-il                     | 1985–2002  | Nomeado Bispo de Cheju                 |
|                          | Paul Kim Ok-kyun                      | 1985-2001  |                                        |
|                          | Joseph Kyeong Kap-ryong               | 1977-1984  | Nomeado Bispo de Daejeon               |
| Bispos                   |                                       |            |                                        |
| 10º                      | Paul Roh Ki-nam                       | 1942–1962  |                                        |
| 9º                       | Adrien Larribeau, M.E.P.              | 1933–1942  |                                        |
| 8º                       | Gustave Mutel, M.E.P.                 | 1890–1933  |                                        |
| 7º                       | Jean M. Blanc, M.E.P.                 | 1884–1890  |                                        |
| 6º                       | Félix Ridel, M.E.P.                   | 1869–1884  |                                        |
| 5º                       | São Antoine Daveluy, M.E.P.           | 1866       |                                        |
| 4º                       | São Siméon Berneux, M.E.P.            | 1854–1866  |                                        |
| 3º                       | Jean J. Ferréol, M.E.P.               | 1843–1853  |                                        |
| 2º                       | São Laurent Imbert, M.E.P.            | 1836–1839  |                                        |
| 1º                       | Barthélemy Bruguière, M.E.P.          | 1831–1835  |                                        |
| Bispo-coadjutor          |                                       |            |                                        |
|                          | Adrien Larribeau, M.E.P.              | 1926–1933  |                                        |
|                          | Émile-Alexandre-Joseph Devred, M.E.P. | 1920-1926  |                                        |
|                          | Jean M. Blanc, M.E.P.                 | 1882–1884  |                                        |
|                          | São Antoine Daveluy, M.E.P.           | 1855-1866  |                                        |